# Patricia Scotland
Patricia Scotland, född 19 augusti 1955 på Dominica, är en brittisk jurist, politiker och diplomat, och sedan 2016 generalsekreterare för Samväldet.